# Favolaschia austrocyatheae
Favolaschia austrocyatheae es una especie de hongos basidiomicetos de la familia Mycenaceae, orden  Agaricales.